# Desulfovibrio desulfuricans
Desulfovibrio desulfuricans és un bacteri gramnegatiu sulfat-reductor. És generalment trobat en terres, aigües, i la femta d'animals, tot i que en casos rars s'ha observat com a causa d'infecció en éssers humans. És particularment interessant degut a la seva habilitat per produir metilmercuri.

## Característiques
Desulfovibrio desulfuricans ha estat descrit com a mòbil, bacil, gramnegatiu, anaerobi obligat, quimioorganoheteròtrof i quimiolitoheteròtrof. Mesura aproximadament 3μm de llarg per 0.5μm d'ample. Presenta flagels polars de 3-5μm de longitud i amb un diàmetre de 0,5-1μm. No forma espores. El seu creixement és òptim a temperatures entre 34 i 37 °C i pH de 6.6 a 7.5.

## Hàbitat
Desulfovibrio desulfuricans es troba en aigua dolça i aigua de mar, especialment en aigües contaminades i en sòls amb un alt contingut de matèria orgànica.